# Bryum pseudotriquetrum
Espèce
Bryum pseudotriquetrum est une espèce de mousses de la famille des Bryaceae.